# Butte aux Cailles

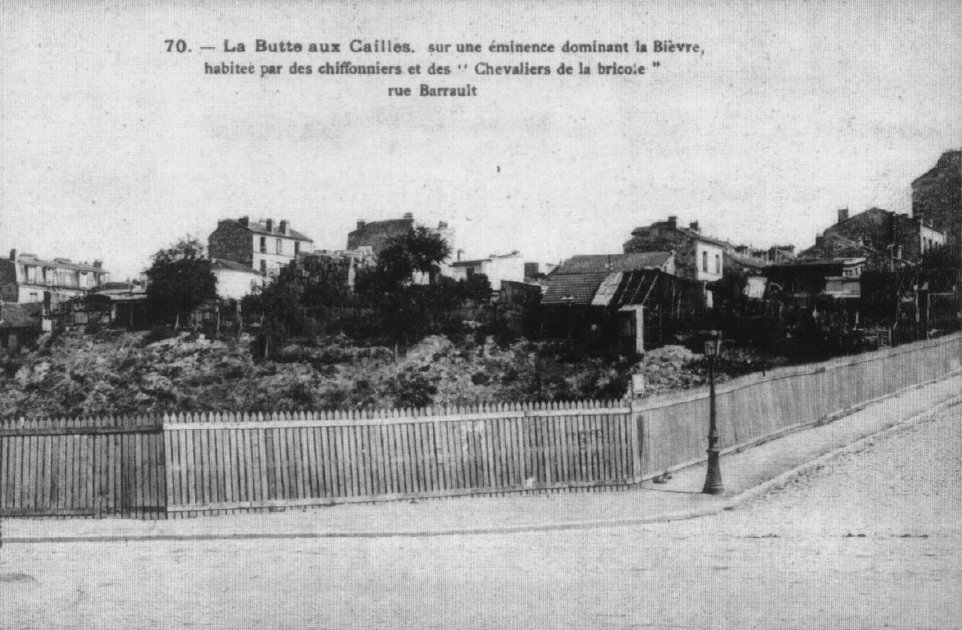
Butte aux Cailles

Butte aux Cailles ist der Name eines Hügels (franz. butte) in Paris. Er liegt im 13. Arrondissement, auf dem linken Ufer der Seine („Rive Gauche“), und steigt vom Bett des heute unterirdisch verlaufenden Seine-Nebenflusses Bièvre bis auf eine Höhe von 63 Metern an. Der höchste Punkt dieser natürlichen Erhebung liegt im Bereich der Rue de la Butte-aux-Cailles. 
Der Hügel gehörte ursprünglich zu dem vor den Toren von Paris gelegenen, eigenständigen Vorort Gentilly und kam erst im Jahr 1860, im Zuge der bisher letzten Eingemeindung, durch eine Teilung von Ivry zu Paris. 
Dieses unweit der Place d'Italie gelegene frühere Arbeiterviertel steht in starkem Kontrast zu den dort entstandenen Hochhäusern. Hier ist das Bild geprägt von kleinen, malerischen, oft noch mit Kopfsteinpflaster versehenen Straßen, vorwiegend niedrigen Häusern und zahlreichen Restaurants und Cafés.

## Geschichte
Bis in das 17. Jahrhundert blieb der bewaldete Hügel nahezu unberührt. Eine der ersten Aktivitäten war die Gewinnung von Kalksandstein im Untertagebau, während im Westen mehrere Teiche, die sich in der Nähe der Bièvre gebildet hatten, im Sommer weiterhin als Viehtränke dienten und sich im Winter in beliebte Schlittschuhplätze verwandelten. Die gefrorenen Gewässer lieferten Eisblöcke, die in gemauerte, mit Erdreich bedeckte Eisgruben (frz. glacière) eingelagert und das ganze Jahr hindurch zur Kühlung von Speisen und Getränken an eine zahlkräftige Kundschaft verkauft wurden. Daran erinnert noch heute der Name der Rue de la Glacière. . 
Die Errichtung der mur des fermiers généraux genannten Akzisemauer um 1784/87 isolierte die Butte aux Cailles von Paris, die sich erst nach dem Abriss der Mauer (1859) und der Eingemeindung (1860) langsam in das Dorf verwandelte, das es dank der von den Steinbrüchen hinterlassenen Stollen, die eine Bebauung mit hohen Häusern untersagen, bis zum heutigen Tag inmitten der pulsierenden Weltstadt geblieben ist. 
Den Flusslauf der Bièvre verlegte die Stadtverwaltung hier wie andernorts in den Jahren von 1828 bis 1910 nach und nach in einen unterirdischen Kanal, der heute mit dem Netz der Pariser Égouts (Abwasserkanäle) verbunden ist.

## Denkwürdige Ereignisse
- 1783, 21. November: Auf der Butte aux Cailles landeten mit einer Montgolfière (Heißluftballon) nach dem ersten erfolgreich durchgeführten bemannten freien Flug der Menschheit der Luftfahrtpionier Jean-François Pilâtre de Rozier und sein Gefährte, der Gardeoffizier François d’Arlandes. Der Ballon war in Paris gestartet und hatte eine Strecke von 12 Kilometern zurückgelegt. Er schwebte zwischen den Straßen mit den heutigen Namen Rue Bobillot und Rue Vandrezanne zu Boden.
- 1871, 24. Mai: Während der Pariser Kommune (18. März bis 28. Mai) schlugen die als Fédérés de la Butte aux Cailles zusammengeschlossenen und von Walery Wroblewski angeführten kommunistischen Proletarier die Regierungstruppen mehrmals zurück. An die blutigen Ereignisse erinnern heute der Name des Restaurants Aux Temps des Cérises, eine Anspielung auf ein berühmtes Lied zu Ehren der gefallenen Kommunarden, so wie die im Jahr 2000 getaufte Place de la Commune de Paris an der Kreuzung der Rue Buot und Rue de l'Esperance.

## Sehenswürdigkeiten
Die Butte ist mit mehreren Buslinien und über die Metrostationen Place d’Italie sowie Corvisart zu erreichen. Sehenswert sind: 
- die Kirche St. Anne-de-la-Butte-aux-Cailles (Rue Tolbiac 188)
- das Piscine de la Butte-aux-Cailles genannte Schwimmbad (1929–1924, Louis Bonnier, 5 Place Verlaine)
- die Fontaine Wallace an der Kreuzung von Rue de la Butte-aux-Cailles und Rue de l'Espérance
- das bunte Treiben auf dem großen Lebensmittelmarkt des Boulevard Blanqui (dienstags, freitags und sonntags)